# R-11 Split
R-11 Split bio je razarač u sastavu jugoslavenske ratne mornarice čija je izgradnja trajala od 1939. do 1958. Razlog tomu bio je Drugi svjetski rat koji ga je nedovršenog zatekao na navozima.
Gradnja je započela još za stare Jugoslavije, 1939 (projekt je odobren 1938) u Splitu, po francuskim nacrtima, gdje je trebao biti zamjena za razarač  Dubrovnik, ne previše uspjelog vođu eskadre. Po prvobitnim planovima je trebao imati 5 topova 140 mm (ne znam je li iste kao na Dubrovniku, jer ti se nisu dobro pokazali). Rat je prekinuo gradnju kad su već kotlovi bili ugrađeni, ali turbine Parsons nisu bile isporučene. Za ugradnju svojih Tosi turbina, talijani su trebali proširiti brod, ali radovi su napredovali sporo, uz brojne sabotaže u splitskom škveru i brod je završio na dnu. 1947. brod je odtegljen u Rijeku, gdje je nakon deset godina završen. U sastav RM je svečano ušao 1958. kao R-11 Split. U artiljerijskom smislu – najubojitiji brod kojeg je imala JRM, teorijski je mogao ispaliti po granatu 127 mm u sekundi. Impresivan u svakom pogledu, posada je imala preko 250 mornara i oficira. 1977 je izbrisan iz Flotne liste i remorkerima odtegljen u Pulu, tu je služio za nastavni rad i obuku. Do početka 80-tih je bio vezan na Fizeli, nakon toga kod minske radionice i skladišta ispod Muzila. Iz uporabe povučen je 1985. i razrezan. Naoružanje 2 x 127 mm, 12 x 40 mm Bofors ( 1x 4, 2x2 i 4 x 1) 4 x 20 mm Oerlikon, 5 TC 533 mm, 2 x impulsni bacač PP raketa "Jež", 6 x bacač dubinskih bombi, 2 klizača dubinskih bombi, mogućnost krcanja do 46 mina.